# Mya (Zeitskala)
Die Angabe mya ist ein Akronym und steht für engl. million years ago „Million(en) Jahre her“, „vor x Million(en) Jahren“ (vgl. Jahrmillion). mya wird vor allem in der Archäologie und der Geologie (geologische Zeitskala) verwendet, um einen bestimmten Zeitpunkt in der Vergangenheit anzugeben. Bezugspunkt für die Zeitangabe ist die Gegenwart, wobei die jetzt (z. B. heute oder dieses Jahr) vergehende Zeit wie ein Moment angesehen werden kann.
Genauer genommen ist mya nur eine – wenn auch die am meisten verbreitete – Unterform von ya (years ago) mit einem Präfix. Sie steht somit in einer Reihe mit den weit seltener gebrauchten Formen tya (thousand years ago) und kya (kilo years ago,  „Tausend Jahre her“) sowie bya (billion years ago, „Milliarde(n) Jahre her“).

## Konflikte zum internationalen Einheitensystem und Lösungsansätze
Die Abkürzung mya entspricht in drei Punkten, die man jeweils einem ihrer Buchstaben zuordnen kann, nicht dem Internationalen Einheitensystem (SI):
1. (million): Weder t (bei tya) noch b (bei bya) sind international anerkannte Vorsätze für Maßeinheiten. Das kleine m (bei mya) steht im Internationalen Einheitensystem (SI) für Milli-, also Tausendstel-, und ist daher ebenfalls nicht SI-konform.
Insbesondere im englischen Sprachraum gibt es daher den Versuch, sich dem Internationalen Einheitensystem anzunähern, indem man kya (kilo years ago) anstelle von tya und Gya (giga years ago) anstelle von bya verwendet.
2. (year): y ist keine kohärente SI-Einheit.
Anstelle von y oder yr (für year, Jahr) kann die abgeleitete Einheit a (lat. annus, Jahr) verwendet werden, ein Vielfaches der SI-Basiseinheit Sekunde. Dies führt zu folgenden Formulierungen:
  - 1 tya = „vor 1.000 Jahren“ = „vor 1 ka“ (engl. „1 ka ago“)
  - 1 mya = „vor 1.000.000 Jahren“ = „vor 1 Ma“ (engl. „1 ma ago“)
  - 1 bya = „vor 1.000.000.000 Jahren“ = „vor 1 Ga“ (engl. „1 ga ago“)
3. Anders als Zeiteinheiten bezeichnet diese Skala keine Zeitspanne, sondern einen Zeitpunkt in der Vergangenheit.
Da oft aus dem Kontext erkennbar wird, dass es sich um einen Zeitpunkt in der Vergangenheit handeln muss, wird mya häufig einfach durch Ma ersetzt.[1] Physikalisch bedeutet das zwar, dass ein Zeitpunkt durch eine Zeitspanne ersetzt wird, dies stellt jedoch nicht unbedingt ein Problem dar, wenn man sich auf eine Definition (wie zum Beispiel die ISO Norm 8601 zur Datumsangabe) einigt. Hier wird deutlich, warum sich die Abkürzung mya noch solcher Beliebtheit erfreut: Sie steht für die Formulierung „vor so und so vielen Jahren“, woraus auch ohne Definition hervorgeht, dass es sich um einen Zeitpunkt vor so und so vielen Jahren in der Vergangenheit handeln muss.
Wird aus dem Kontext nicht erkennbar, dass es um die Vergangenheit geht, so wird beim Ersetzen von mya durch Ma an letzteres ein bp (für „before present“) angehängt. Somit wird auch gleichzeitig klar, dass es sich um einen Zeitpunkt und keine Zeitspanne handelt. Ma bp muss jedoch nicht exakt das gleiche wie mya bedeuten (siehe dazu Bezugspunkt).

## Bezugspunkt
Nicht ganz klar bei Zeitangaben mit mya ist, ob die Abkürzung wortwörtlich zu nehmen ist und sie sich tatsächlich auf das jeweilige Jetzt des Betrachters bezieht oder ob es ein genaues Bezugsdatum oder exakten Nullpunkt gibt. Für Letzteres wird zum Beispiel das Jahr 1950 genannt (wie bei Before Present); eventuell kommt auch das Jahr null (in traditioneller Zählung das Jahr 1 v. Chr.) als Bezugspunkt infrage. Da es sich bei Zeitangaben mit mya aber in der Regel um Zeitpunkte von vor mehreren Millionen Jahren handelt, bei denen die Datierungsunsicherheit schon im Bereich von einigen 10.000 bis 100.000 Jahren liegt, kann die Spanne von rund 2000 Jahren, in der die drei hier genannten „möglichen“ Bezugspunkte liegen, fast immer vernachlässigt werden.